# Anania gobini
Anania gobini is een vlinder van de familie van de grasmotten (Crambidae). De wetenschappelijke naam van deze soort is voor het eerst voorgesteld als Algedonia gobini door Koen Maes in een publicatie uit 2005.
De soort komt voor in Zuid-Afrika en Swaziland.